# 維索奇尼夫卡 (馬爾基夫卡區)
49°42′19″N 39°33′10″E / 49.70528°N 39.55278°E
維索奇尼夫卡（烏克蘭語：Височинівка）是位於烏克蘭東部的村莊，由盧甘斯克州舊比利斯克區的馬爾基夫卡市鎮負責管轄。該村始建於1762年，面積3.2平方公里，海拔高度178米，2001年人口440，人口密度每平方公里137.6人。